# Sem (bíblic)
En el Gènesi, capítol cinquè, desè i onzè, Sem (hebreu: שֵׁם בן-נוֹחַ, Xēm ben Nōah‎; àrab: سام بن نوح, Sām ibn Nūh) era fill de Noè, que el va tenir quan ja havia complert cinc-cents anys. Va ser pare de:
- Arfaxad
- Elam
- Aixur
- Lud
- Aram

Va sobreviure al Diluvi universal gràcies a l'Arca de Noè, on Jahvè va manar a Noè que hi dugués la seva esposa, i els seus fills amb les seves esposes.［Gn 6:9-22］ Tradicionalment es considera que Sem i els seus descendents, anomenats semites, van poblar l'actual Àsia.
Segons la Tradició jueva, Sem va ser el rei de (Jeru-)Salem, conegut pel títol de Malquicédeq (מַלְכִּיצֶדֶק, ‘rei de justícia’). Segons aquesta tradició, tant Isaac com Jacob van aprendre de Sem la història d'abans del Diluvi.
A Arfaxad l'engendrà dos anys després del Diluvi, a l'edat de cent anys i després va viure cinc-cents anys en els quals naixeren els altres germans.
Segons la tradició egípcia, Sem va ser el faraó Semsem de la Dinastia I i va matar Nimrod, fill de Cuix. Segons el Llibre de Jasher també va assassinar Esaú, descendent seu.